# Marita Koch
Marita Koch, född 18 februari 1957 i Wismar, numera gift Meier-Koch, är en före detta östtysk tidigare friidrottare,  främst känd som världsrekordhållare (per år 2023) på 400 meter med tiden 47,60, en tid hon gjorde 1985. Redan 1979 blev hon första kvinna att springa 200 meter under 22 sekunder.
Koch vann under åren 1978–1986 sammanlagt tio guldmedaljer vid internationella mästerskap såsom OS, VM och EM på 200 meter, 400 meter och 4x400 meter. 
Samtliga Kochs resultat är ifrågasatta då hon under sin karriär, liksom hennes löparkollegor i landslaget, var en del av det statsunderstödda östtyska dopningsprogrammet.

## Idrottskarriär
Koch satte 14 världsrekord utomhus respektive 14 inomhus. Hon innehar fortfarande världsrekordet på 400 meter med 47,60 sekunder, satt 6 oktober 1985 i Canberra i Australien då hon slog Jarmila Kratochvilovas tid på 47,99 s.
Hon tog guld på 400 meter och silver på 4 x 400 meter vid det enda OS hon deltog i, olympiska sommarspelen 1980 i Moskva. Vid olympiska sommarspelen 1976 var hon skadad, och Östtyskland bojkottade olympiska sommarspelen 1984 i Los Angeles.
År 1979 blev hon den första kvinnan under 22 sekunder på 200 meter. Tiden hon fick då (21,71) tangerades en gång av Koch själv samt två gånger av Heike Drechsler men slogs inte förrän nio år senare av Florence Griffith Joyner.
Inomhus utmanades Koch av Marlies Göhr på sprintdistanserna. Det ledde till att Koch blev en av de mest framgångsrika genom tiderna på 50 och 60 meter, där hon slog många rekord mellan 1980 och 1985. Vid VM 1983 tog hon fyra medaljer, mest av någon friidrottare under ett och samma VM.
Som medlem av Östtysklands stafettlag satte hon flera världsrekord, två gånger på 4 x 400 meter och en gång på 4 x 100 meter.

## Kochs världsrekord utomhus
| Nr | Gren      | Tid     | Datum             | Plats           | Kommentar/Stafettordning                                      |
| -- | --------- | ------- | ----------------- | --------------- | ------------------------------------------------------------- |
| 1  | 200 m     | 22,06   | 28 maj 1978       | Erfurt          |                                                               |
| 2  | 400 m     | 49,19   | 2 juli 1978       | Leipzig         |                                                               |
| 3  | 400 m     | 49,03   | 19 augusti 1978   | Potsdam         |                                                               |
| 4  | 400 m     | 48,94   | 31 augusti 1978   | Prag(EM)        |                                                               |
| 5  | 200 m     | 22,02   | 3 juni 1979       | Leipzig         |                                                               |
| 6  | 200 m     | 21,71   | 10 juni 1979      | Karl-Marx-Stadt |                                                               |
| 7  | 400 m     | 48,89   | 29 juli 1979      | Potsdam         |                                                               |
| 8  | 400 m     | 48,60   | 4 augusti 1979    | Turin           |                                                               |
| 9  | 400 m     | 48,16   | 8 september 1982  | Aten(EM)        |                                                               |
| 10 | 4 x 400 m | 3.19,04 | 11 september 1982 | Aten(EM)        | Kirsten Emmelmann, Sabine Busch, Dagmar Neubauer, Marita Koch |
| 11 | 4 x 100 m | 41,53   | 31 juli 1983      | Berlin          | Silke Möller, Marita Koch, Ingrid Auerswald, Marlies Göhr     |
| 12 | 4 x 400 m | 3.15,92 | 3 juni 1984       | Erfurt          | Gesine Walther, Sabine Busch, Dagmar Neubauer, Marita Koch    |
| 13 | 200 m     | 21,71   | 21 juli 1984      | Potsdam         | Tangering av eget världsrekord                                |
| 14 | 400 m     | 47,60   | 6 oktober 1985    | Canberra        | Gällande världsrekord än idag                                 |